# Benito Bernal Miranda
Benito Bernal Miranda (Álamos, Sonora, 10 de abril de 1886-Heroica Nogales, Sonora, 21 de octubre de 1974) fue un militar y político mexicano, miembro del Partido Revolucionario Institucional (PRI). Participó en la Revolución Mexicana y fue senador de 1970 a 1974.

## Biografía
No realizó estudios formales. Desde el año de 1910 fue partidario de Francisco I. Madero y comenzó a participar políticamente en el Partido Nacional Antirreeleccionista. Se unió al movimiento armado el 20 de diciembre de 1910 bajo el mando del capitán Lucas Girón, participando en varias batallas bajo su mando de 1910 a 1911; en 1912 sirvió en el 4.º batallón de Sonora y luego fue subteniente en el 5.º batallón de irregulares bajo el mando del teniente coronel Jesús Chávez Camacho, combatiendo la rebelión de Pascual Orozco. 
A partir de 1913 sirvió bajo las órdenes de Álvaro Obregón, como su jefe de Estado Mayor, y posteriormente de la 2.ª brigada de infantería del Ejército Constitucionalista. De 1920 a 1924 fue jefe del Estado Mayor Presidencial de Álvaro Obregón durante su presidencia. El 9 de septiembre de 1942 alcanzó el rango de general brigadier; tras ello, se retiró brevemente del ejército para ser Presidente municipal de Navojoa entre 1943 y 1944; retornó al servicio activo y el 1 de marzo de 1962 alcanzó el grado de general de División. Entre el 16 de febrero de 1966 y el 15 de junio de 1970 fue comandante de la Legión de Honor Mexicana.
Dejó el cargo en 1970 para ser postulado candidato del PRI a Senador por Sonora en segunda fórmula, resultando elegido para el periodo de ese año al de 1976 correspondiente a las Legislaturas Legislaturas XLVIII y XLIX. En ellas fue integrante de la Gran Comisión, presidente de la 3.ª comisión de Defensa; 1.º secretario de las comisiones de Sanidad y Pensiones Militares; y, de Retiros Militares; 2.º secretario de la comisión de Ganadería; e integrante de la comisión de Pesca.
No terminó su cargo, pues falleció a los 88 años de edad el 21 de octubre de 1974 siendo senador, al acompañar al presidente Luis Echeverría Álvarez a la ciudad de Heroica Nogales, Sonora para la entrevista entre en el mandatario mexicano y su homólogo de los Estados Unidos, Gerald Ford.